# Odločitev (Javoršek)
Odločitev je drama Jožeta Javorška in Jožeta Tirana. Izšla je leta 1953 pri Mestnem gledališču ljubljanskem.

## Osebe
- Mati (nona)
- Just, ribič
- Olga, Ivan, Branko, njegovi otroci
- Bernard, Olgin zaročenec
- Giulio, fašist
- Milka, soseda
- Fašisti, vaščani

## Vsebina
Godi se v slovenski ribiški vasi ob morju.
1. dejanje: Trst je po zavezniški odločitvi pripadel Italiji. Just je obupan, spominja se, kaj so Slovenci pretrpeli pod fašisti:
Giulio skuša kmete-ribiče prepričati, da bi prodali zemljo. Prvi, ki popusti, je Bernard, Giulio bi ga rad spravil stran, ker sam gleda za Olgo. Fašisti preganjajo domači jezik in pesem, pretepajo otroke v šoli, vozijo ljudi v konfinacijo. Ker se Just upira, da bi prodal, mu grozijo, Justovi morajo zakopati vse slovenske knjige in požgati vse sumljive papirje. Bernard sliši, kako Giulio sili v Olgo, spozna, komu je prodal svojo zemljo, raztrga pogodbo in zbeži. Karabinjerji streljajo za njim.
2. dejanje: Vojna je, Justovi sodelujejo z odporniškim gibanjem. Giulio je vse bolj vsiljiv in predrzen, ko se ga Olga otepa, ji pade iz obleke partizanski časopis. Giulio ji postavi ultimat: ali on ali zapor in smrt.
Nona umira. Pojavi se Bernard v partizanski uniformi, poslai so ga bili, da bi v hiši organiziral javko, a je bil v spopadu ranjen v nogo. Pridruži se mu še Ivan, ki je bil pobegnil iz italijanske vojske in hoče zdaj k partizanom. Raznese se vest, da je Mussolini padel in nona srečna umre. Tedaj priderejo fašisti, vsa vas zbeži, ostaneta le Olga, ki noče zapustiti mrtve none, in Bernard, ki zaradi rane ne more hoditi. Fašisti pod vodstvom Giulia oba ustrelijo. Ivan pade v partizanih, od vse družine se vrneta le Just in Branko. Toda vse žrtve in trpljenje je bilo zaman, Trst je spet italijanski in po njem spet odmeva Giovinezza...
Ko Just in Branko stopita v hišo, ju pričakajo vsi njuni mrtvi. Njihova smrt je bila prevara, zato so vstali iz grobov, da bodo boj začeli znova.